# SCSI

Logo-ul SCSI

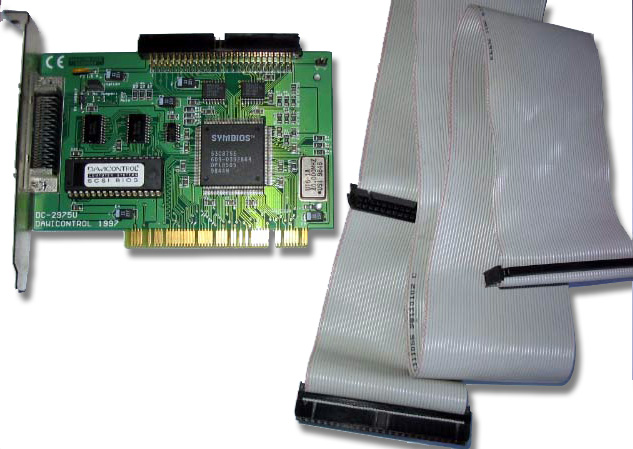
SCSI-3 Host-Bus-Adapter și cablu cu 50 pini

Small Computer System Interface (abreviat SCSI și citit uzual ca și SKAZI) este un grup de standarde pentru conectarea și transferul de date între un calculator electronic și dispozitivele sale periferice. SCSI este o interfață paralelă destinată în special stațiilor de lucru și serverelor cu performanțe ridicate. Utilizarea sa cea mai întâlnită este pentru hard-diskuri, și unități optice (dispozitive de citire/scriere pe CD, DVD sau Blu-ray). Standardele acoperă și alte tipuri de dispozitive cum ar fi discuri magnetice, unități de bandă magnetică, scanere, imprimante.
SCSI nu este o interfață de disc, deci un anumit tip de controler, ci o interfață de sistem formată dintr-o magistrală la care se pot conecta mai multe echipamente. Unul din aceste echipamente, adaptorul sistemului gazdă, funcționează ca o punte între magistrala SCSI și magistrala sistemului. Magistrala SCSI nu comunică direct cu echipamentele periferice, cum sunt unitățile de discuri, ci cu controlerul care este inclus în aceste unități. O singură magistrală SCSI poate accepta până la 8 sau 16 unități fizice, numite unități SCSI, dintre care una este adaptorul SCSI. Deși SCSI a fost popular în trecut, în prezent este în mare parte înlocuit de tipuri de conexiuni mai rapide, cum ar fi Serial Attached SCSI (SAS), iSCSI, SATA.

## Istoric
Interfața SCSI provine din interfața SASI (Shugart Associates System Interface), care a fost elaborată în anul 1981 de firma producătoare de unități de discuri magnetice Shugart Associates și a fost destinată conectării unităților de discuri la calculator. Această interfață utiliza adrese logice în locul adreselor fizice și comenzi de câte 6 octeți. 
În același an, comitetul de lucru X3T9 al Institutului American de Standarde ANSI a utilizat specificațiile SASI ca bază pentru elaborarea unui standard al unei interfețe paralele, standard care a fost numit ulterior SCSI-1 și a fost publicat în anul 1986. Același comitet X3T9 a elaborat standardul SCSI-2, care a fost publicat în forma sa finală în anul 1994. În anul 1993, comitetul de lucru T10, a început elaborarea versiunii SCSI-3 a standardului. Documentele acestei versiuni au fost publicate separat, pe parcursul mai multor ani, începând din anul 1996. Aceste documente continuă să fie actualizate și în prezent prin versiuni noi.
Pe lângă aceste versiuni paralele ale interfeței SCSI, a fost elaborată și o versiune serială, Serial Attached SCSI, care va înlocui treptat interfața SCSI paralelă. În prezent, SCSI definește și alte căi de transmisie, cum ar fi Fibre Channel și iSCSI.

## Versiuni
Standardele interfeței SCSI paralele au fost elaborate de către mai multe grupuri de lucru din cadrul institutului ANSI. Standardele definesc parametrii fizici și electrici ai unei magistrale de I/E, utilizată pentru conectarea echipamentelor periferice.

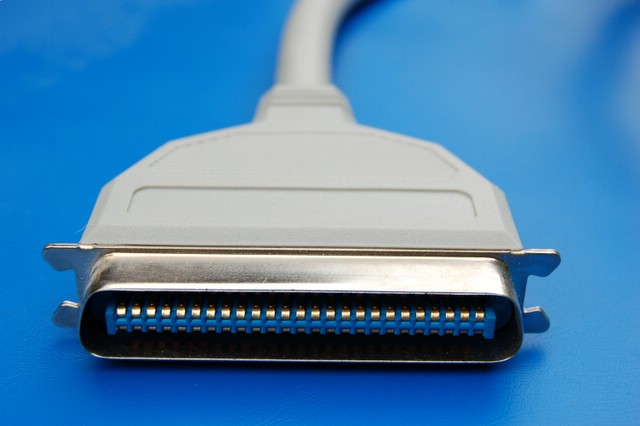
Conector Centronics 50 pini

| Interfață                        | Rată de transfer (MB/s) | Lățimea magistralei (bit) | Lungimea maximă a cablului (m) | Numărul maxim de dispozitive |
| -------------------------------- | ----------------------- | ------------------------- | ------------------------------ | ---------------------------- |
| SCSI-1                           | 5                       | 8                         | 6                              | 8                            |
| SCSI-2 (Fast SCSI) (Wide SCSI-2) | 10                      | 8                         | 1,5-3                          | 8                            |
| Wide SCSI                        | 20                      | 16                        | 1,5-3                          | 16                           |
| SCSI-3 (Ultra SCSI) (Ultra-20)   | 20                      | 8                         | 1,5-3                          | 5-8                          |
| (Ultra Wide SCSI)                | 40                      | 16                        | 1,5-3                          | 5-8                          |
| Ultra2 SCSI (Fast-40)            | 40                      | 8                         | 12                             | 8                            |
| Ultra2 Wide SCSI                 | 80                      | 16                        | 12                             | 16                           |
| Ultra3 SCSI (Ultra-160)          | 160                     | 16                        | 12                             | 16                           |
| Ultra-320 SCSI (Ultra-4)         | 320                     | 16                        | 12                             | 16                           |
| Ultra-640 SCSI (Ultra-5)         | 640                     | 16                        | 12                             | 16                           |
| iSCSI                            |                         |                           |                                |                              |
| Fibre Channel                    |                         |                           |                                |                              |

### SCSI-1
Primul standard al interfeței SCSI (ANSI X3.131-1986) a fost aprobat în anul 1986 și era constituit dintr-un set de 18 comenzi SCSI de bază. Acest set a fost numit CCS (Common Command Set) și va deveni setul minim de comenzi recunoscute de toate perifericele. Acest set de comenzi a stat la baza standardului SCSI-2. SCSI-1 avea frecvența de ceas a magistralei de 5 MHz, rata maximă de transfer era de 40 Mb/s (5 MB/s) și folosea un conector Centronics 50 pini.

### SCSI-2
Standardul SCSI-2 (ANSI X3.131-1994) este o versiune îmbunătățită a standardului SCSI-1, la care au fost adăugate caracteristici și opțiuni noi. Versiunea finală a fost aprobată la începutul anului 1994, toate prevederile standardului SCSI-1 se pot regăsi și în standardul SCSI-2. 
Specificațiile noi SCSI-2  sunt:
- comenzi pentru unități CD-ROM (inclusiv posibilitatea utilizării discurilor CD audio), unități de bandă și alte periferice
- a fost definită o versiune mai rapidă a interfeței, numită Fast SCSI-2, cu care se pot obține rate de transfer de 10 MB/s pe magistrala SCSI standard, de 8 biți. Atunci când se combină cu o interfață Wide SCSI de 16 biți, această configurație permite rate de transfer de 20 MB/s.
- versiune pe 16 biți, numită Wide SCSI-2,  ce permite transferuri de date de 20 MB/s pe magistrale de 16 sau 32 de biți
- posibilitatea de a scrie comenzile într-o coadă de comenzi, ceea ce permite unui periferic să accepte mai multe comenzi și să le execute într-o ordine care este considerată cea mai eficientă.

Pentru aceste variante sunt necesare alte cabluri decât pentru varianta de 8 biți. Cablul standard cu 50 de fire utilizat pentru transferuri de 8 biți se numește ,,cablu A’’. Pentru varianta Wide SCSI de 16 biți este necesar un ,,cablu P’’ cu 68 de fire. Pentru varianta Wide SCSI de 32 de biți, sunt necesare două cabluri: ,,cablul P’’ cu 68 de fire și ,,cablul Q’’ cu 68 de fire. 

### SCSI-3

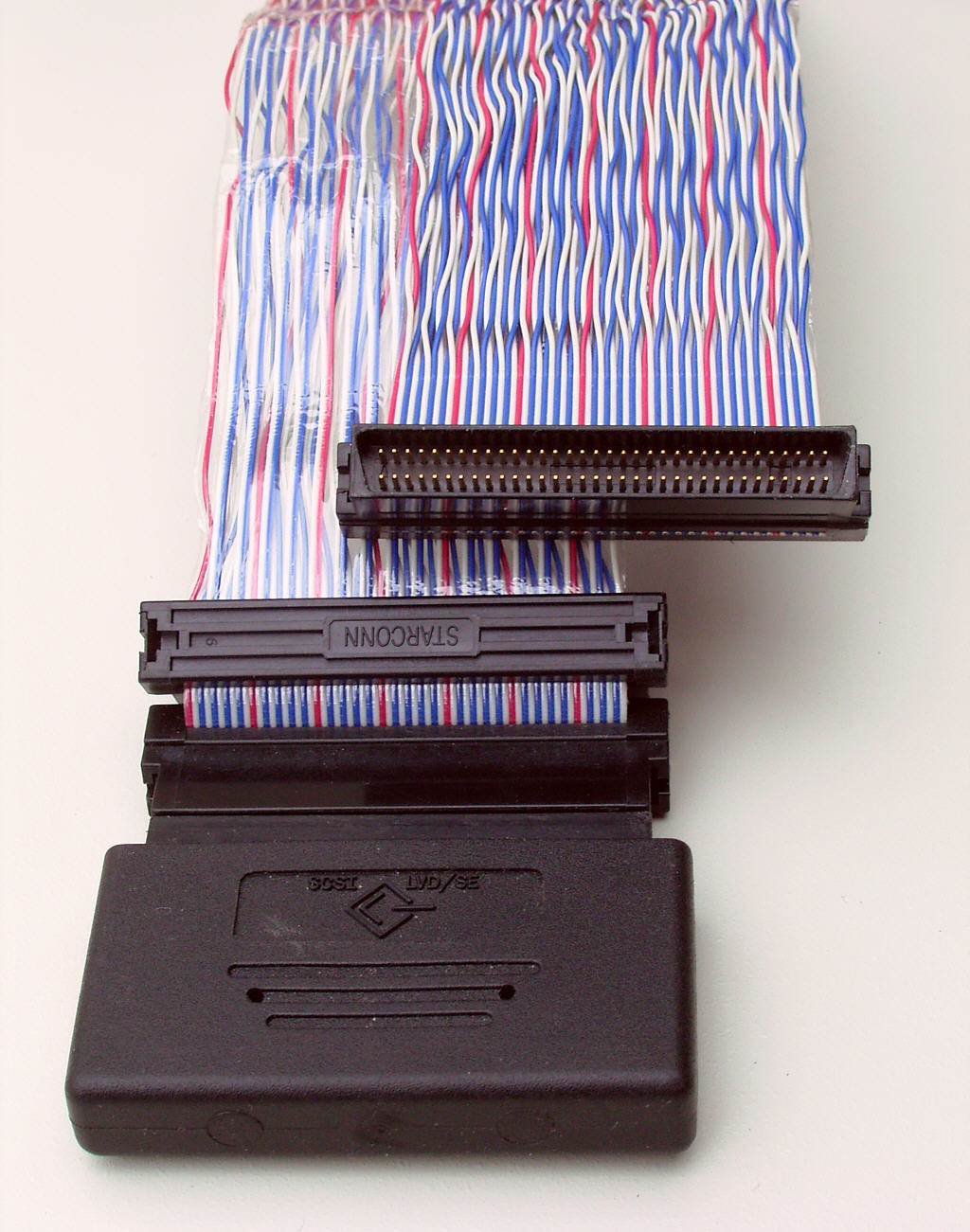
Cablu SCSI intern cu 68 pini

SCSI-3 cunoscut sub numele de Ultra SCSI sau Fast 20, a fost aprobat în 1996 ca X3.270-1996 și reprezintă o colecție de standarde care au fost elaborate și publicate separat. Aceste standarde au fost împărțite în categorii care cuprind standarde pentru comenzile primare, pentru comenzile care sunt specifice diferitelor clase de echipamente, protocoalele de comunicație și interconexiunile fizice. În plus, există modelul arhitectural SAM (SCSI Architectural Model) pentru interfețele fizice și electrice.
Standardele SCSI-3 au fost elaborate și sunt actualizate de comitetul tehnic T10 din cadrul comitetului internațional de standarde în tehnologia informației INCITS (InterNational Committee on Information Technology Standards).
Principalele îmbunătățiri introduse de standardul SCSI-3 cuprind următoarele:
- Ultra2 SCSI (Fast-40): a fost introdusă tehnologia diferențialului de joasă tensiune, permițând creșterea vitezei de transfer de la 40 la 80 MB/s (pentru versiunea Ultra2 Wide SCSI cu conector de 68 sau 80 de pini). Conector cu 60 de pini.
- Ultra3 SCSI: magistrală pe 16 biți, rate de transfer de 160 MBps. Conector 68 sau 80 pini.
- Ultra-320 SCSI: magistrală pe 16 biți, viteze de transfer de 320 Mbps. Conector 68 sau 80 pini.
- Ultra 640 SCSI: magistrală pe 16 biți, acceptă viteze de transfer de 640 MBps.[5][6]

## Cabluri și conectori

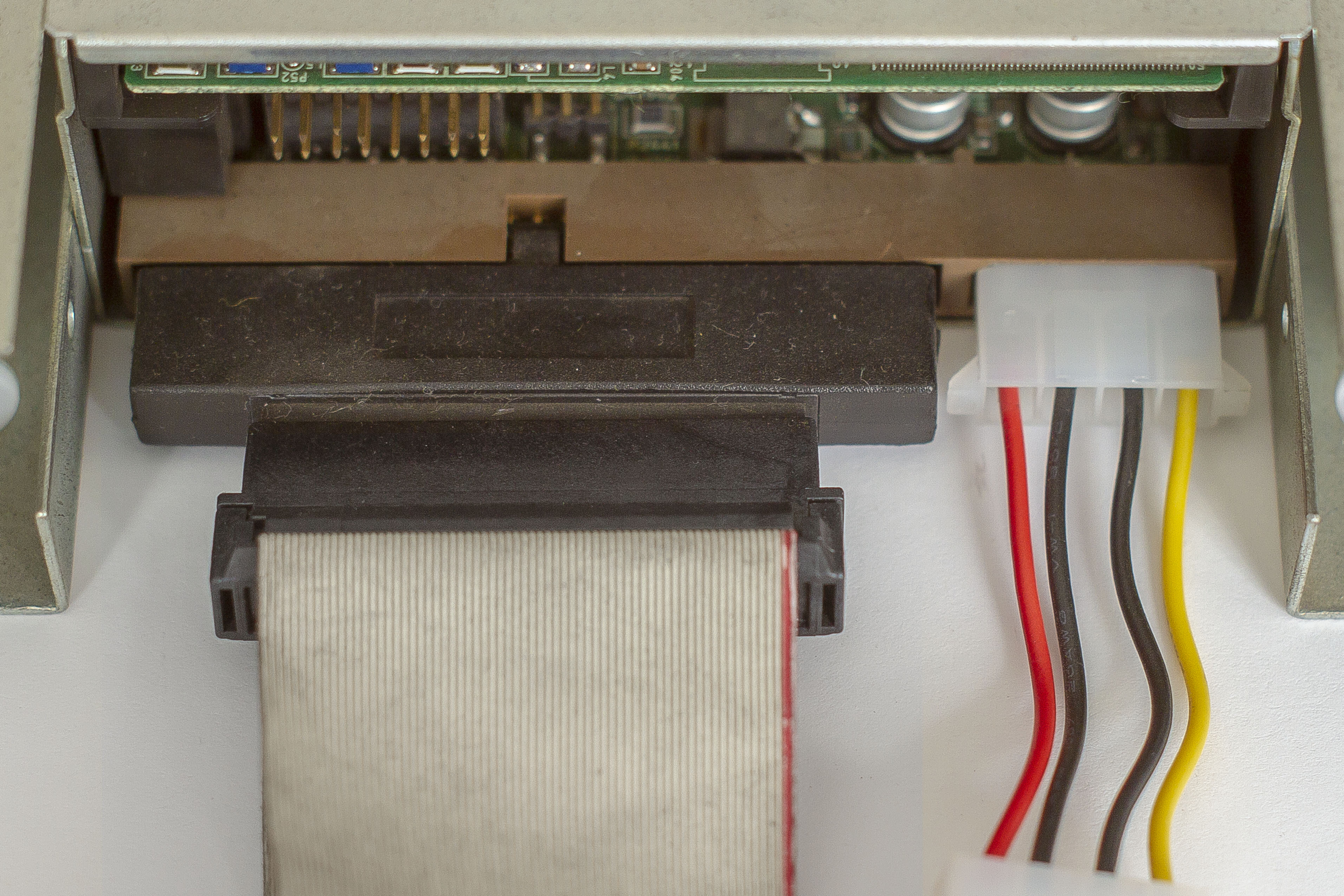
Conector SCSI 2

Dispozitivele SCSI interne se conectează la un cablu ribbon. Cablul constă de obicei în trei straturi:
- Strat interior: cel mai protejat strat, acesta conține datele reale trimise
- Strat mediu: conține firele care trimit comenzile de control către dispozitiv
- Strat exterior: include fire care transportă informații de paritate, care asigură corectitudinea datelor.

Dispozitivele SCSI externe se conectează utilizând cabluri groase, rotunde. 
Un controler SCSI coordonează între toate celelalte dispozitive de pe magistrala SCSI și computer. Numit și adaptor gazdă, controlerul poate fi un card care se conectează într-un slot disponibil sau poate fi încorporat în placa de bază. BIOS-ul SCSI este, de asemenea, pe controler. Acesta este un mic cip de memorie ROM sau Flash care conține software-ul necesar pentru a accesa și controla dispozitivele de pe magistrală.
Diferite variante SCSI utilizează conectori diferiți, care sunt adesea incompatibili unul cu celălalt. Acești conectori utilizează de obicei 50, 68 sau 80 de pini. 

## Terminatoare

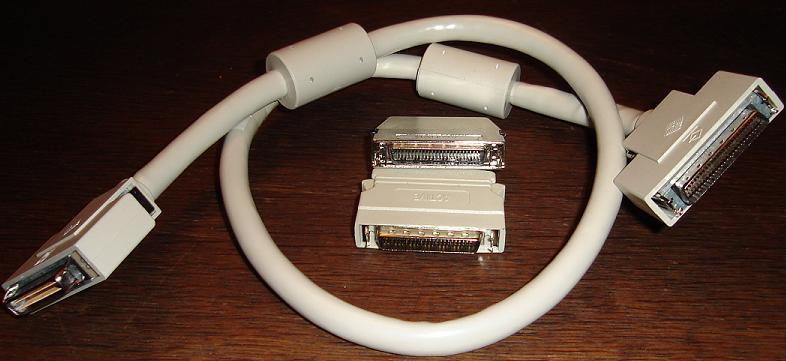
Cablu extern SCSI 50 pini cu terminator

Magistrala SCSI, ca și alte magistrale, are nevoie de terminatoare la ambele capete ale magistralei. Unele terminatoare SCSI sunt integrate în dispozitivul SCSI, în timp ce altele pot necesita un terminator extern.
Există mai multe tipuri de terminatoare pentru magistrala SCSI :
- Terminatoare pasive: sunt utilizate pentru sistemele SCSI care rulează la viteza de ceas standard. Nivelul semnalelor depinde de căderea de tensiune pe aceste rezistențe. De obicei, terminatoarele pasive sunt adecvate pentru distanțe scurte de la dispozitive la controler, de până la 1 m.

- Terminatoare active: se folosesc la ambele capete ale magistralei având unul sau mai multe regulatoare de tensiune care asigură o tensiune constantă. Terminatoarele active sunt utilizate pentru sistemele rapide SCSI-2 Fast SCSI sau Wide SCSI și SCSI-3 ce necesită un cablu mai lung de 1 m.

- Terminatoare FPT (Forced perfect termination): reprezintă o variantă a terminatoarelor active care utilizează nivele de tensiune stabile obținute cu diode. Acestea elimină fluctuațiile nivelului semnalelor la viteze de transfer mari sau lungimi mari ale cablurilor.

De obicei, echipamentele SCSI externe au un conector SCSI de intrare și unul de ieșire, astfel încât mai multe echipamente pot fi conectate în lanț. Atunci când echipamentul se află la unul din capetele magistralei SCSI, în conectorul de ieșire trebuie instalat un terminator.

## Interfețe electrice
SCSI folosește, trei tipuri distincte de interfețe electrice a magistralei, care afectează și terminatoarele. 
- Single-ended (SE): Controlerul generează semnalul și îl trimite către toate dispozitivele de pe magistrală pe o singură linie de date SCSI normală. Costul unei asemenea interfețe este redus, dar semnalele transmise sunt afectate de zgomote și de interferențe electromagnetice, ceea ce limitează cablurile la maximum 3 m. Semnalizarea SE este frecventă în PC-uri.

- Diferențial de înaltă tensiune (HVD): adesea utilizat pentru servere, HVD folosește o abordare tandem a semnalizării, cu o linie de date înaltă și o linie de date joasă. Fiecare dispozitiv de pe magistrala SCSI are un transceiver de semnal. Când controlerul comunică cu dispozitivul, dispozitivele de-a lungul magistralei recepționează semnalul și îl retransmit până la dispozitivul țintă. Acest lucru permite distanțe mult mai mari între controler și dispozitiv, până 25 m.

Datorită costului ridicat și a incompatibilității cu echipamentele având interfață SE, interfața diferențială HVD a fost utilizată foarte rar, iar specificațiile acesteia au fost eliminate din ultima versiune a standardului SCSI .

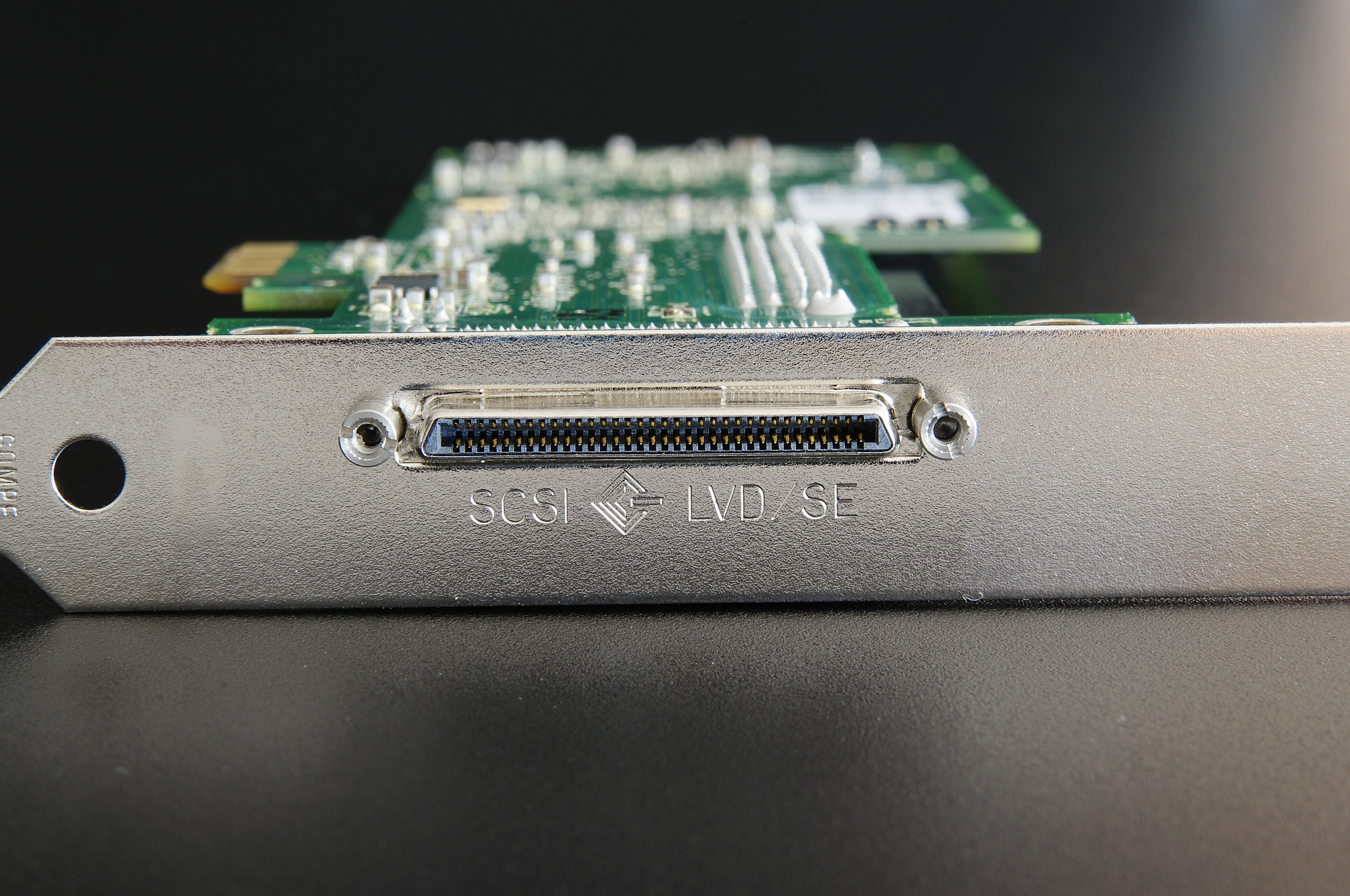
Conector SCSI LVD

- Diferențial de joasă tensiune (LVD): poate fi implementată cu circuite de putere redusă și costuri mici, care utilizează tensiuni reduse. Transceiver-ele sunt mai mici și încorporate în adaptorul SCSI al fiecărui dispozitiv. Acest lucru face ca dispozitivele LVD SCSI să fie mai accesibile și permite LVD să utilizeze mai puțină energie electrică pentru a comunica. Dezavantajul este că distanța maximă este jumătate din HVD, 12 m.

Un alt avantaj al acestei interfețe este că permite conectarea echipamentelor LVD la o magistrală SCSI normală SE, fără riscul defectării circuitelor de interfață ale echipamentelor. În mod opțional, echipamentele cu interfață LVD pot fi proiectate astfel încât să se poată conecta la ambele magistrale LVD și SE.
Aceste echipamente multi-mod detectează dacă sunt conectate la o magistrală SE și vor funcționa în modul SE compatibil cu această magistrală. Atunci când există chiar și un singur echipament SE conectat la o magistrală SCSI, toate echipamentele LVD conectate la aceeași magistrală vor funcționa în modul SE, la o frecvență redusă a magistralei (până la 20 MHz). Atât HVD, cât și LVD utilizează în mod normal terminatoare pasive. Echipamentele cu interfață normală SE se pot deosebi de cele cu interfață diferențială HVD sau LVD prin simbolurile marcate pe acestea.